# Pierella albomaculata
Pierella albomaculata är en fjärilsart som beskrevs av Otto Staudinger. Pierella albomaculata ingår i släktet Pierella och familjen praktfjärilar. Inga underarter finns listade i Catalogue of Life.